# Enkare Review
Enkare Review es una revista literaria keniana, publicada en Nairobi desde agosto de 2016, en lengua inglesa. 

## Fundación
Nació tras las conversaciones mantenidas entre Alexis Teyie, Troy Onyango y Carey Baraka. Las circunstancias las explicaron en el editorial del primer número:

En julio de 2016, un grupo de veinteañeros se sentaron en un café de Koinange Lane en Nairobi y decidieron publicar una revista literaria. No tenían idea de la cantidad de tiempo, energías y dedicación que se necesita para ello. Todo lo que sabían era que querían crear un espacio que permitiera a reunir a escritores emergentes y consagrados donde pudieran conversar unos con otros.

## Colaboradores
Ha publicado obras de Taiye Selasi, Junot Díaz, Maaza Mengiste, Zukiswa Wanner, Namwali Serpell, Richard Ali, Lidudumalingani, Jericho Brown, Harriet Anena, Beverley Nambozo, Leila Aboulela, Nnedi Okorafor, Stanley Onjezani Kenani, Tendai Huchu, Kọ́lá Túbọ̀sún, Romeo Oriogun, Stephen Embleton, Frankline Sunday, Megan Ross,  Wanjala Njalale, Wairimũ Mũrĩithi, Farah Ahamed, Derek Lubangakene, Ebuka Chukwudi Peter, Amatesiro Dore, Frances Ogamba, Kechi Nomu, Michelle Angwenyi, Otiato Guguyu, M.V. Sematlane, Sylvie Taussig, Farai Mudzingwa, Mapule Mohulatsi o Liam Kruger, entre otros. También incluyó entrevistas al escritor Chuma Nwokolo o al editor David Remnick.
La revista publica cuentos, poesía, textos de no-ficción y obras visuales, no solo de Nigeria sino del resto de África y del mundo (aunque siempre ha dado preferencia a la literatura africana).